# 新薩馬爾卡
47°30′29″N 29°31′28″E / 47.50806°N 29.52444°E
新薩馬爾卡（烏克蘭語：Новосамарка）是位於烏克蘭西南部的村莊，由敖德萨州波季利斯克区的奧克尼市鎮負責管轄。該村始建於1840年，面積2.09平方公里，海拔高度218米，2001年人口1,005，人口密度每平方公里480.86人。